# Diskontstruktur
Die Diskontstruktur ist die Darstellung der Zerobond-Preise eines homogenen Marktsegmentes in Abhängigkeit von der Restlaufzeit. Ein homogenes Marktsegment können Bundesanleihen, staatliche Anleihen, Pfandbriefe oder Unternehmensanleihen sein.
Zerobonds werfen per definitionem keine Zinsen ab, ihre Rendite entsteht aus dem Unterschied zwischen dem Kaufkurs und dem Rückzahlungskurs von i. d. R. 100 %. Die Diskontstruktur bzw. ihre graphische Darstellung, die Diskontstrukturkurve, gibt an, zu welchen Kursen (in %) Zerobonds eines homogenen Marktsegments (zum Beispiel das Segment der Zerobonds einwandfreier Schuldner in einer bestimmten Währung) bei verschiedenen Restlaufzeiten zum Beobachtungszeitpunkt gehandelt werden.

## Jahresrendite
Aus der Diskontstruktur lässt sich die Jahresrendite der Zerobonds nach der folgenden Formel ermitteln:
{\displaystyle r={\sqrt[{t}]{\frac {R}{A}}}-1}
mit r = Jahresrendite, t = Restlaufzeit in Jahren, R = Rückzahlungskurs in % zum Laufzeitende und A = Anschaffungskurs in %.

## Eigenschaften
Eine stabile Diskontstruktur muss arbitragefrei sein, das heißt durch Kombination von in ihr dargestellten Finanzinstrumenten (Duplikation) dürfen keine sofortigen risikofreien Gewinne möglich sein. Arbitragefreie Diskontstrukturkurven fallen in der Restlaufzeit monoton, das heißt je länger die Restlaufzeit ist, desto niedriger muss der Kurs des Zerobonds sein.
Allgemein lautet die Arbitrage-Strategie bei {\displaystyle B_{0}(T_{1})<B_{0}(T_{2})}, d. h. der Zerobond in früherer Periode ist günstiger als in späterer Periode:
- Kaufe den Zerobond mit kurzer Restlaufzeit
- Verkaufe den Zerobond mit längerer Restlaufzeit
- Anlage zu 0 % (Kassenhaltung)

Beispiel für eine nicht arbitragefreie Diskontstruktur
| Restlaufzeit  | 0     | 1 Jahr | 2 Jahre | 3 Jahre | 4 Jahre |
| Zerobond-Kurs | 100 % | 97 %   | 93 %    | 89 %    | 90 %    |

Hier wäre es möglich, einen risikolosen Gewinn zu erzielen: Wenn man vierjährige Anleihen für 90 EUR verkauft (d. h. einen Kredit aufnimmt) und gleichzeitig dreijährige Anleihen für 89 EUR kauft, hat man sofort einen Euro übrig, während man keine offenen Zahlungspositionen mehr hat: Nach drei Jahren erhält man aus der dreijährigen Anleihe 100 EUR, mit denen man ein Jahr später die vierjährige Anleihe zurückzahlen kann.

### Zusammenhang zur Zinsstruktur
Durch ein Portfolio aus Zerobonds lassen sich Kuponanleihen synthetisch erzeugen (Duplikation). Dazu werden die Preise einfach der Diskontstrukturkurve entnommen. Somit lässt sich aus einer Diskontstrukturkurve auch die Zinsstrukturkurve ableiten.
{\displaystyle DSK(T)={\frac {NW}{(1+y_{T})^{T}}}}
- {\displaystyle DSK(T)} ist der Preis eines Zerobonds mit der Restlaufzeit T (in % des Nennwertes NW)
- {\displaystyle y_{T}} ist der Wert der Zinsstrukturkurve bei der Restlaufzeit T (in %)

oder alternativ:
In arbitragefreien Märkten entspricht der aktuelle Kurs eines Zerobonds dem fairen Marktpreis. Die Yield To Maturity (YtM) lässt sich abhängig von der Restlaufzeit aus dem aktuellen Kurs berechnen.
{\displaystyle y_{T}=\left({\frac {NW}{K}}\right)^{\frac {1}{T}}-1}
- T ist die Restlaufzeit
- NW der Nennwert
- K der aktuelle Kurs entspricht der Diskontstruktur DSK(T).

Es besteht eine eindeutige (bijektive, d. h. umkehrbare) Beziehung zwischen der YtM und dem Kurs, sie enthalten deshalb auch die identischen Informationen.